# Тирнак
Тирна́к (болг. Търнак) — село у Врачанській області Болгарії. Входить до складу общини Бяла Слатина.

## Населення
За даними перепису населення 2011 року у селі проживали 1408 осіб.
Національний склад населення села:
| Національність   | Кількість осіб | Відсоток |
| ---------------- | -------------- | -------- |
| болгари          | 749            | 80,3%    |
| цигани           | 169            | 18,1%    |
| турки            | 7              | 0,8%     |
| інша             | 3              | 0,3%     |
| не визначились   | 5              | 0,5%     |
| Всього відповіли | 933            |          |

Розподіл населення за віком у 2011 році:
Динаміка населення: